# مايانغا ماكو
مايانغا ماكو (بالفرنسية: Mayanga Maku)‏ (مواليد 31 أكتوبر 1948) هو لاعب كرة قدم. يلعب مع منتخب زائير لكرة القدم. سبق له أن لعب في كأس العالم لكرة القدم مع منتخب بلاده.

## روابط خارجية
- مايانغا ماكو على موقع الاتحاد الدولي (مؤرشف)  (الإنجليزية)
- مايانغا ماكو على موقع قاعدة بيانات كرة القدم.إي يو (الإنجليزية)
- مايانغا ماكو على موقع ناشيونال فوتبول تيمز (الإنجليزية)
- مايانغا ماكو على موقع عالم كرة القدم.نت (الإنجليزية)